# 原喜彦
原喜彦（日语：／ Hara Yoshihiko，1964年2月11日—），日本男子摔跤运动员。他曾代表日本参加亚洲摔跤锦标赛，获得一枚金牌和一枚银牌。他也曾参加1988年和1992年夏季奥林匹克运动会。